# جوائز غراسي ألن
جوائز غراسي (بالإنجليزية: Gracie Awards) هي جوائز تقدمها مؤسسة التحالف من أجل المرأة في وسائل الإعلام في الولايات المتحدة، لتكريم وتقدير البرامج التي تم إنتاجها من أجل النساء، وبواسطة النساء، وعن النساء، بالإضافة إلى الأفراد الذين قدموا مساهمات نموذجية في وسائل الإعلام الإلكترونية والشركات التابعة لها. تُقدم جوائز جرايسي سنويًا لتكريم الأعمال الوطنية والمحلية والطلابية.

## وصلات خارجية
- عائلة غراسي | مؤسسة التحالف من أجل المرأة في وسائل الإعلام[الإنجليزية]